# Tuần lễ thiết kế Bangkok
Tuần lễ thiết kế Bangkok hoặc Bangkok Design Week (BKKDW) (tiếng Thái: เทศกาลงานออกแบบกรุงเทพฯ) là một sự kiện thường niên được tổ chức và quản bá thiết kế và sáng tạo ở  Bangkok, Thái Lan. Được tài trợ bởi Creative Economy Agency và Chính quyền Đô thị Bangkok, sự kiện đã được khai mạc vào năm 2018 tại Thailand Creative & Design Center. Vào năm 2022, UNESCO chỉ định Bangkok là 'Thành phố sáng tạo của thiết kế'.

## Tổng quan
Được khai mạc vào năm 2018, tuần lễ thiết kế được tổ chức với chủ đề "The New-ist Vibes", nhằm tìm cách thúc đẩy các doanh nghiệp sáng tạo địa phương tại năm khu vực: Charoen Krung, Klong San, Sam Yan, Rama 1 và Sukhumvit.
Vào năm 2024, sự kiện được tổ chức với chủ đề "Livable Scape: The More We Act, the Better Our City”, nhằm thúc đẩy cải thiện cơ sở hạ tầng công cộng và tiện ích ở Bangkok.
Sự kiện tổ chức vào năm 2025 với chủ đề "Design Up+Rising".